# لندک
لندک (به آلمانی: Landeck) یک شهر و شهرک با حقوق شهرک و روستای سابق در اتریش است که در Landeck District واقع شده‌است. لندک ۱۵٫۹ کیلومتر مربع مساحت دارد ۸۱۶ متر بالاتر از سطح دریا واقع شده‌است.